# Leonardo Duque
Leonardo Fabio Duque (Cali, Valle del Cauca, Colombia, 10 de abril de 1980) es un exciclista colombiano nacionalizado francés.
Debutó como profesional en el año 2005 en las filas del equipo Jartazi Revor. Luego estuvo varias temporadas en el equipo francés Cofidis y desde 2013 hasta 2015 hizo parte del equipo colombiano Colombia de categoría profesional continental. Finalizó su carrera en 2016 con el equipo francés Delko Marseille Provence KTM.
Fue un destacado esprínter, de hecho antes de debutar como profesional ganó varias carreras de pista y participó en la prueba madison de los Juegos Olímpicos de Atenas 2004. Su mayor éxito como ciclista profesional llegó con la victoria de etapa de la Vuelta a España 2007, con final en Puertollano.

## Palmarés

### Pista
2003 (como amateur)
- Puntuación Aguascalientes
- Campeonato de Colombia Madison (haciendo pareja con John Durango)
- Campeonato de Colombia Puntuación
- Campeonato de Colombia Scratch

### Ruta
2004
- 1 etapa de la Vuelta a Colombia

2005
- 1 etapa del Tour de l'Ain
- Druivenkoers Overijse

2006
- Tour de Limousin

2007
- 1 etapa de la Vuelta a España

2008
- 1 etapa del Tour del Mediterráneo

2010
- Gran Premio Cholet-Pays de Loire
- Copa de Francia[4]

2013
- 1 etapa del Tour de l'Ain
- Gran Premio Bruno Beghelli

2016
- Tour del Lago Taihu, más 1 etapa

## Resultados en Grandes Vueltas y Campeonatos del Mundo
| Carrera         | Carrera         | 2004 | 2005 | 2006 | 2007 | 2008 | 2009 | 2010 | 2011  | 2012 | 2013 | 2014 | 2015 | 2016 |
| --------------- | --------------- | ---- | ---- | ---- | ---- | ---- | ---- | ---- | ----- | ---- | ---- | ---- | ---- | ---- |
|                 | Giro de Italia  | —    | —    | 47.º | —    | —    | —    | 63.º | —     | —    | 79.º | 78.º | —    | —    |
|                 | Tour de Francia | —    | —    | —    | —    | 51.º | 94.º | —    | 121.º | —    | —    | —    | —    | —    |
|                 | Vuelta a España | —    | —    | 80.º | 53.º | 67.º | 32.º | —    | —     | 80.º | —    | —    | 60.º | —    |
| Mundial en Ruta | Mundial en Ruta | Ab.  | 92.º | —    | 27.º | 72.º | 22.º | —    | Ab.   | —    | —    | —    | —    | —    |

—: no participa
Ab.: abandono

## Equipos
- Jartazi-Granville Team (2004)[5]
- Chocolade Jacques-Wincor-Nixdorf (2004)[6]
- Jartazi Revor (2005)
- Cofidis (2006-2012)
  - Cofidis, le Crédit par Téléphone (2006-2008)
  - Cofidis, le Crédit en Ligne (2009-2012)
- Colombia (2013-2015)
- Delko Marseille Provence KTM (2016)